# Germanos V.
Germanos V. (světským jménem: Georgios Kavakopoulos; 6. prosince 1835, Konstantinopol – 19. prosince 1920, Kadıköy) byl řecký pravoslavný duchovní, biskup a patriarcha konstantinopolský.

## Život
Narodil se 6. prosince 1835 v Konstantinopoli v rodině vojenského krejčího Osmanské říše.
Studoval na Fanarské národní škole, v Jeruzalémě a Athénách. Následně odešel na bohosloveckou školu Chalki, kterou dokončil roku 1863. Stejného roku byl postřižen na monacha se jménem Germanos a byl rukopoložen na hierodiakona. Následující rok se stal archidiákonem patriarchy Sofronia III.
Roku 1866 byl patriarchou Grigoriem VI. zvolen metropolitou kóským a v březnu 1867 byl rukopoložen na jeromonacha a vysvěcen na biskupa.
V únoru 1876 byl ustanoven metropolitou rhodoským a 8. února 1888 metropolitou heraklejským.
Osobní volbou patriarchy Ioakeima II. byl od března 1874 do února 1876 členem Svatého synodu Konstantinopolského patriarchátu. Předseda synodního oddělení pro vzdělávání.
Po rezignaci patriarchy Ioakeima IV. byl zvažován jako jeho nástupce, ale jeho jméno bylo vždy vymazáno ze seznamu kandidátů Vysokou portou. Byl ústřední postavou ve správě patriarchátu za období Dionysia V. a Neofyta VIII.
Dne 10. května 1897 byl jmenován metropolitou chalkedonským.
Po smrti patriarchy Ioakeima III. přijal kandidaturu na patriarchální trůn. Předtím však kandidaturu odmítal kvůli vysokému věku. Mezi dalšími kandidáty byly metropolita kassandrijský Eirinaios (Pantoleontos) a metropolita efezský Ioakeim (Efthyvoulis). Dne 10. února 1913 byl zvolen patriarchou a 18. února byl slavnostně intronizován.
Během první světové války zaujal proturecký postoj. Nařídil modlit se každou neděli za zdraví sultána a vítězství Turecka nad Ruskem. Daroval také tisíc párů bot pro turecké vojáky.
Pro nespokojenost obyvatelstva byl nucen 12. října 1918 rezignovat. Zemřel 19. prosince 1920.